# Odruch odbytniczy
Odruch odbytniczy (ang. anal reflex, perineal reflex, anocutaneous reflex) – fizjologiczny odruch skurczu zwieracza zewnętrznego odbytu po podrażnieniu skóry okolicy odbytu. Dośrodkowe ramię odruchu biegnie od receptorów skóry krocza gałązkami nerwu sromowego do rdzenia kręgowego na poziomie S3-S5, gdzie impulsacja przełączana jest na motoneurony nerwu sromowego.
Odruch opisał jako pierwszy Grigorij Rossolimo w 1891 roku.